# L’Islette
L’Islette – maleńka, granitowa wysepka gęsto pokryta tropikalną roślinnością (drzewa i krzewy), położona w dystrykcie Port Glaud w Seszelach, leży 120 m na wschód od wyspy Mahé, w ujściu rzeki Rivière Cascade.